# 세테프라티
세테프라티(이탈리아어: Settefrati)는 이탈리아 라치오주 프로시노네도에 위치한 코무네다. 로마로부터 동쪽 120km, 프로시노네로부터 동쪽 40km 거리에 있다.